# Садрі Усуоглу
Садрі Усуоглу (тур. Sadri Usuoğlu, 23 січня 1908, Басра — 1987, Стамбул) — турецький футболіст, що грав на позиції воротаря, а також баскетболіст. По завершенні ігрової кар'єри — футбольний тренер.

## Ігрова кар'єра
Народившись у Басрі, він приїхав до Стамбула та навчався в Роберт-коледжі, де займався легкою атлетикою, футболом та баскетболом. Наприкінці шкільного життя він почав грати у футбол за команду «Бешикташ», займаючи позицію воротаря. У період, коли він грав у «Бешикташі», він був відомий з прізвиськом «Арабський Садрі» через його колір шкіри. Хоча він був одним з найкращих воротарів Стамбула, його ніколи не запрошували до збірної через його колір шкіри.
1936 року було створено національну збірну Туреччини з баскетболу, коли було запрошено і Усуоглу. 24 червня 1936 року він зіграв у історичній першій грі збірної Туреччини з баскетболу зі збірною Греції, перемігши 49:12, після чого у її складі брав участь у Олімпіаді 1936 року у Берліні, де його команда програла обидва матчі.

## Кар'єра тренера
У червні 1952 року Усуоглу у двох матчах був головним тренером збірної Туреччини. Це були два товариські матчі проти Швейцарії та Іспанії, які закінчились для турків поразкою (1:5) та нічиєю (0:0) відповідно.
Після цього з вересня по грудень 1952 року Усуоглу був головним тренером «Бешикташу».
Наприкінці 1950-х із намаганням створити у країні професіональний футболу, Усуоглу був включений до групи, яка готувала перехідний регламентнового чемпіонату.
Помер 1987 року на 79-му році життя у місті Стамбул.